# Third Finger, Left Hand
Third Finger, Left Hand é um filme de comédia romântica estadunidense de 1940 dirigido por Robert Z. Leonard e estrelado por Myrna Loy e Melvyn Douglas.

## Elenco
- Myrna Loy ...Margot Sherwood Merrick
- Melvyn Douglas ...Jeff Thompson
- Raymond Walburn ...Mr. Sherwood
- Lee Bowman ...Philip Booth
- Bonita Granville ...Vicky Sherwood
- Felix Bressart ...August Winkel
- Donald Meek ...Sr. Flandrin
- Ann Morriss ...Beth Hampshire
- Sidney Blackmer ...Hughie Wheeler
- Ernest Whitman ...Sam
- Halliwell Hobbes ...Burton
- Jeff Corey ...Minnesota newlywed (sem créditos)

## Recepção
Bosley Crowther, do The New York Times, considerou-o "uma distorção insignificante, mas às vezes divertida, da vida - e pouco mais". A Variety descreveu o filme como "suficientemente leve e fofo em sua configuração ridícula para fornecer entretenimento divertido".